# 贵州省人民政府国有资产监督管理委员会
贵州省人民政府国有资产监督管理委员会，简称贵州省国资委，是中华人民共和国贵州省人民政府直属正厅级特设机构。根据贵州省人民政府授权，代表贵州省人民政府履行出资人职责，监管贵州省属企业的国有资产。

## 监管企业
贵州省国资委监管企业共26家：
- 贵州遵钛（集团）有限公司
- 贵州乌江水电开发有限责任公司
- 首钢贵阳特殊钢有限责任公司
- 六枝工矿（集团）公司
- 贵州省煤矿设计研究院
- 贵州省建筑设计研究院
- 贵州水红铁路有限责任公司
- 中电投贵州金元集团股份有限公司
- 贵州西南能矿集团股份有限公司
- 贵州航空有限公司
- 首钢水城钢铁（集团）有限责任公司
- 中国振华电子集团有限公司
- 瓮福（集团）有限责任公司
- 贵州省机场集团有限公司
- 贵州钢绳（集团）有限责任公司
- 贵州旅游投资控股（集团）有限责任公司
- 贵州盐业（集团）有限责任公司
- 七冶建设有限责任公司
- 贵州开磷控股（集团）有限责任公司
- 中国贵州茅台酒厂（集团）有限责任公司
- 贵州省物资集团有限责任公司
- 贵州省黔晟国有资产经营有限公司
- 贵州产业投资（集团）有限责任公司
- 贵州水矿控股集团有限责任公司
- 贵州盘江投资控股（集团）有限公司
- 贵州建工集团有限公司
- 贵州习酒投资控股集团有限责任公司